# Luis Méndez (Sportschütze)
Luis Méndez, teils auch als Luis Mendes geführt, (* 18. Mai 1959) ist ein uruguayischer Sportschütze.

## Karriere
Der 1,79 Meter große Luis Méndez nahm bereits 1986 mit der uruguayischen Mannschaft an den Südamerikaspielen jenes Jahres in Chile teil. Dort gewann er gemeinsam mit Gustavo Cadarso und José Mautone die Goldmedaille im Mannschaftswettbewerb mit der Zentralfeuerpistole. Zusätzlich holte er mit Cardoso und Fernando Richeri die Bronzemedaille im Mannschaftswettkampf mit der Freien Pistole. Mit der Kleinkaliber-Standard-Pistole errang er zudem eine Silbermedaille im Einzel. Im Folgejahr gehörte er dem Team bei den Panamerikanischen Spielen 1987 in Indianapolis an. Dort sicherte er sich mit der Mannschaft die Bronzemedaille mit der Luftpistole. Bei seinen Teilnahmen an den Panamerikanischen Spielen 1995, 1999 und 2007 sowie an den Südamerikaspielen 1994 und 1998 erreichte er das Siegertreppchen nicht. Auch war Méndez Teil des uruguayischen Aufgebots bei den Olympischen Sommerspielen 2000 in Sydney. Dort belegte er mit der Luftpistole Rang 41. Im Folgejahr wurde er dreifacher Uruguayischer Meister mit der Zentralfeuer-, der Standard- und der Luftpistole. 2006 gewann er bei den Südamerikaspielen in Buenos Aires Silber mit der 25-Meter-Zentralfeuer-Pistole.

## Auszeichnungen
Im Rahmen der Ehrungen der besten uruguayischen Sportler des Zeitraums 2009–2010 („Deportista del Año“) wurde er am 28. März 2011 seitens des Comité Olímpico Uruguayo im Teatro Solís als bester Sportler des Jahres 2009 in der Sparte „Schießen“ ausgezeichnet.